# Tregua de Tanggu

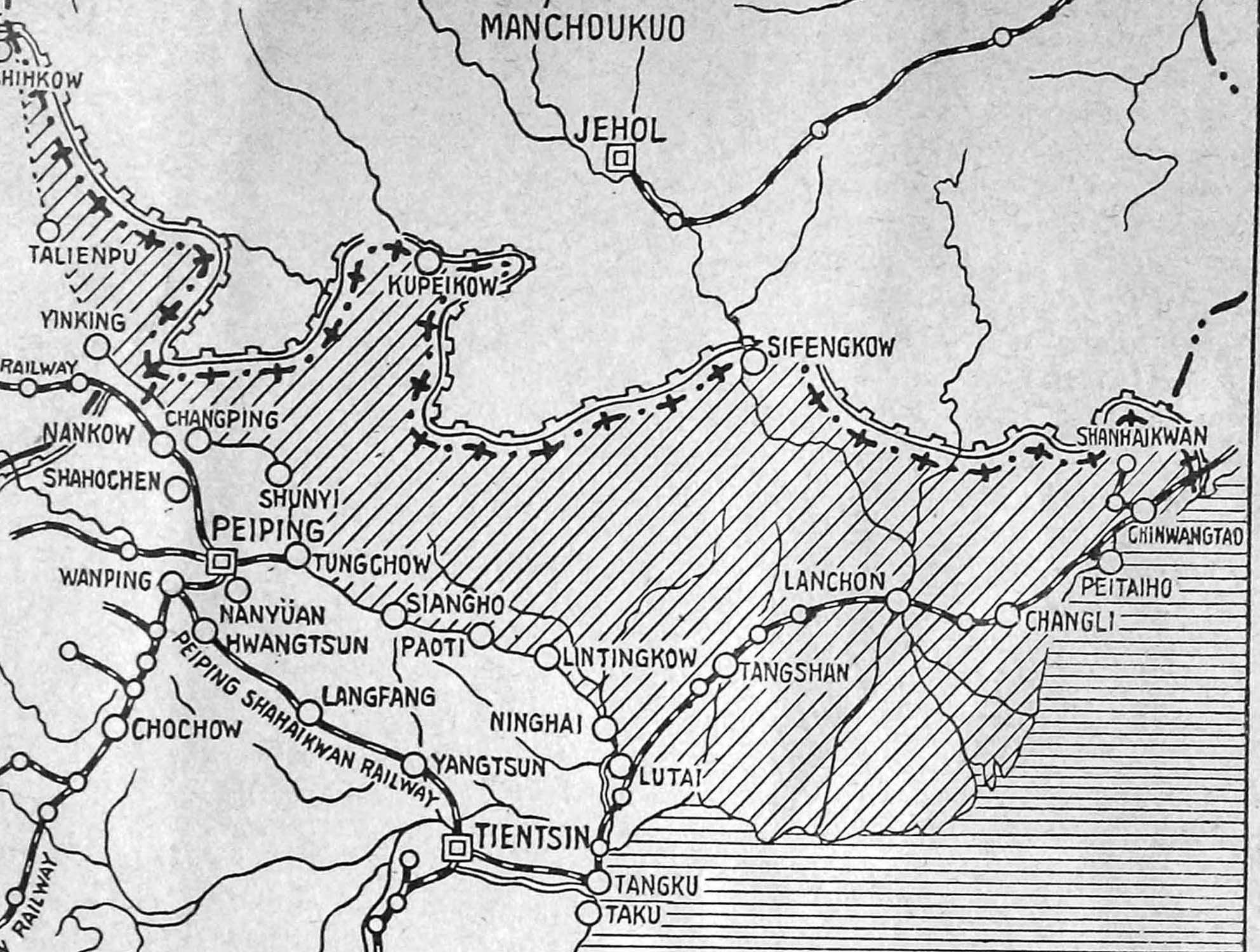
La zona desmilitarizada exigida por los japoneses, entre la Gran Muralla China y las urbes de Pekín y Tianjin.

La tregua de Tanggu fue un acuerdo firmado por los Gobiernos japonés y chino que permitió la extensión de la influencia nipona por el norte de China gracias a la retirada de las tropas gubernamentales chinas de una amplia zona en torno a Pekín y Tianjin.

## Antecedentes
A comienzos de la década de 1930, el Ejército de Kwantung deseaba penetrar en el norte de China para reforzar la posición de Manchukuo. En enero de 1933, sus fuerzas tomaron Shanhaiguan, una estratégica puerta de la Gran Muralla China y luego ocuparon la provincia de Rehe. La incapacidad demostrada por Zhang Xueliang para evitarlo precipitó su renuncia al mando militar de la región, que pasó a un estrecho colaborador de Chiang Kai-shek, el general He Yingqin. Los combates con Japón se extendieron a lo largo de la Gran Muralla, de Hebei a Chahar. Las fuerzas chinas, mal equipadas, no pudieron detener a las japonesas. El Gobierno de Nankín, enfrascado en las campañas de exterminio de los comunistas en Jiangxi y sin control de las unidades de los caudillos militares provinciales, fue incapaz de enviar refuerzos al norte. En mayo y con el beneplácito del Gobierno de Nankín, las autoridades militares y civiles de la zona en la que se libraban los combates entablaron conversaciones con los japoneses para poner fin a los choques.

## Negociaciones
El presidente del Yuan Ejecutivo, Wang Jingwei, indicó a las autoridades locales la disposición del Gobierno de aceptar cualesquiera condiciones que presentasen los japoneses para poner fin a la crisis, siempre que no conllevasen ceder Manchuria o reconocer la independencia de Manchukuo. Los combates habían sumido al Gobierno chino en un grave déficit de cincuenta millones de dólares chinos. La derrota de las unidades chinas que defendían la Gran Muralla en los combates que se libraron en marzo y abril determinaron las condiciones del armisticio. A mediados de mayo, las fuerzas japonesas, victoriosas, se acercaban ya a las urbes de Pekín y Tianjin.
Los mandos militares japoneses, deseosos de consolidar sus avances, el 22 de mayo aceptaron negociar y reclamaron la retirada de las fuerzas chinas al sur de Pekín y Tianjin. Las conversaciones con las autoridades locales chinas, encargadas por el Gobierno de Nankín del trato con los nipones, las llevaron a cabo oficiales del Ejército, y no personal diplomático del imperio. La línea a la que las unidades chinas debían retirarse unía las localidades de Yenching, Shunyi, Baodi, Ningho y Ludai. A cambio, los japoneses ofrecían retirarse al norte de la Gran Muralla, si bien no se fijaba la fecha de dicha retirada.
Los negociadores chinos, siguiendo las instrucciones recibidas, se apresuraron a acceder a las condiciones, aunque Wang y Chiang solicitaron que intentasen que el acuerdo no quedase reflejado en ningún escrito para evitar la indignación popular y se limitase a incluir asuntos militares, sin concesiones políticas ni territoriales. En el bando japonés, había diferencias entre el mando del Ejército de Kwantung, el Estado Mayor y el Ministerio de Asuntos Exteriores; en general, la iniciativa durante la crisis quedó en manos de los mandos militares desplegados en China.
El 25 de mayo, el representante del general He firmó la aceptación de las condiciones japonesas, que incluían el uso nipón de observadores y aviones para comprobar la retirada china, en el cuartel de campaña de la 8.ª División japonesa.

## Acuerdo

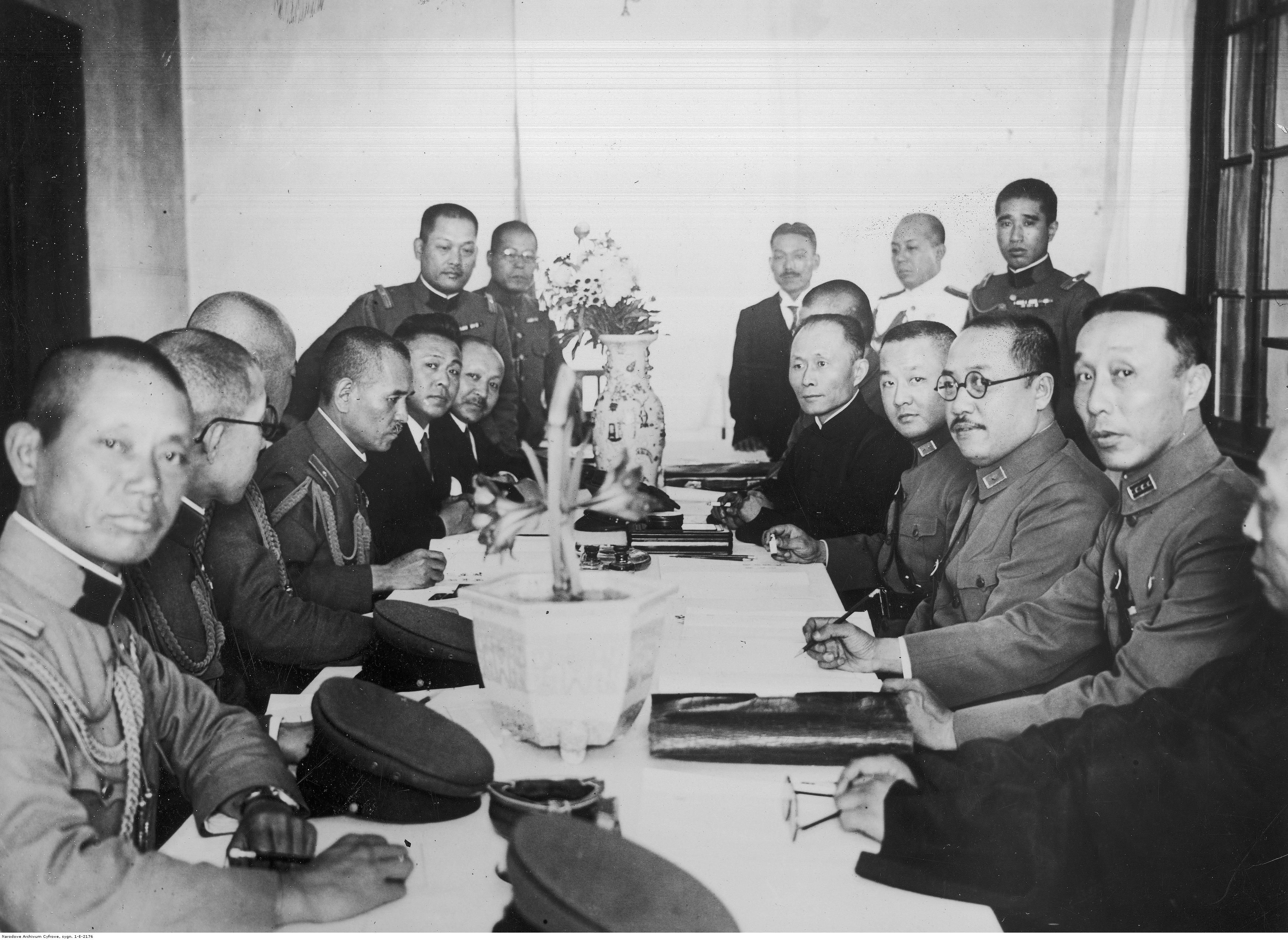
Las delegaciones china y japonesa que firmaron la tregua el 31 de mayo de 1933.

El acuerdo sino-japonés se firmó finalmente el 31 de mayo de 1933, en la localidad de Tanggu, sita en la desembocadura del río Hai. La reunión para la firma de la tregua comenzó el día anterior, en un ambiente tenso, con dos destructores japoneses apuntando al edificio donde se reunieron las dos delegaciones negociadoras y con el puerto bajo la ley marcial.
El concierto entre los dos bandos, basado estrictamente en el borrador presentado por la delegación japonesa, que no aceptó cambios, estipulaba que se crearía una zona desmilitarizada a lo largo de la Gran Muralla, de casi trece mil kilómetros cuadrados de extensión. En esta, el orden quedaba a cargo de la policía china. Esta quedaba encuadrada en una nueva unidad, el Cuerpo de Mantenimiento de la Paz, que debía excluir a los elementos hostiles a Japón. Aquellos disturbios que esta unidad no pudiese sofocar, debían ser solucionados según las medidas que aprobasen conjuntamente las autoridades chinas y japonesas. Por su parte, obtenidas estas concesiones del Gobierno chino, los japoneses se comprometían a retirar sus tropas al norte de la Gran Muralla.
Para evitar las críticas al acuerdo, el 2 de junio Wangchiang  se dirigió a la nación, declarando que el acuerdo era simplemente una tregua militar para poner fin al enfrentamiento bélico que no incluía cesión política alguna. El 3 de junio, el principal organismo político del Kuomintang aprobó la tregua, gracias a la insistencia de Chiang y Wang.
En apariencia, el acuerdo cumplía los objetivos que se habían marcado los mandatarios chinos: era exclusivamente militar y no incluía cláusulas políticas ni mención alguna de Manchuria. Acababa además con una lucha que estaba a punto de alcanzar Pekín y Tianjin. Pero permitió al Ejército japonés asentarse en el noreste de la provincia de Hebei, desde donde fue extendiendo paulatinamente su influencia hacia el sur y marcó el comienzo de la expansión militar japonesa en el norte de China, al sur de Manchuria. Fue una nueva claudicación del Gobierno chino a las ansias expansionistas niponas. Marcó además el fin de la fase de expansión territorial japonesa mediante las armas que había comenzado en septiembre de 1931 con el incidente de Mukden. En las posteriores desavenencias con los chinos, los militares japoneses emplearon repetidamente los términos del armisticio para justificar sus intervenciones en la zona desmilitarizada y extender su autoridad por la provincia entera.